# 御所柿
御所柿（ごしょがき）は、奈良県御所市（ごせし）原産の柿。完全甘柿の品種である。

## 概要
甘柿のルーツと言われる柿で、「五所柿」や「やまとがき」、「ひらがき」などとも呼ばれる。
江戸時代初期、大和国御所町で、褐班（ゴマ）がなく樹上で自然に甘くなる完全甘柿が突然変異によって生まれた。それ以前の柿といえば、渋柿か、受粉して種が入り褐班ができて初めて甘くなる不完全甘柿しかなかった。
甘味が強くて粘り気のある食感は「天然の羊羹」ともたとえられ、極上の「御所柿」として幕府や宮中にも献上されていた。

## 歴史
- 1645年（正保2年）に刊行された松江重頼の俳諧論書『毛吹草』は、大和の名産品として「御所柿」を挙げている[1]。
- 1697年（元禄10年）に刊行された人見必大の『本朝食鑑』「果部」の「柿」の項に御所柿其の味ひ絶美なり　以て上品と為す（中略）和州城州の産第一と為すとある[2]。
- 1712年（正徳2年）に刊行された寺島良安編纂の『和漢三才図会』の「山果」の「柿」に凡そ柿の品種甚だ多し　和州五所の産最も勝れり　今畿内皆種之を移す　体円扁く微に方を帯て微に尖り　肉紅色味甘く潤い脆し　蔕の処縮み陥みて形於諸柿に異なり　其核小く肥団尖る　俗に呼んで五所柿と名く　或は大和柿と名く　又木煉柿と云ふとある[3]。
- 1754年（宝暦4年）に刊行された平瀬徹齋の『日本山海名物図会』で「大和御所柿」について和州御所村より出す柿の極品なり。余国にも此種ひろまりて多し。御所より出る物名物なる故に御所柿といふとある[4]。
- 江戸時代末期、美濃国大野郡居倉村（現岐阜県瑞穂市居倉）に植えられた御所柿を、別の木に接ぎ木して育成されたのが富有柿である。
- 正岡子規が1901年（明治34年）に著した随筆「くだもの」の「御所柿を食ひし事」の項で、明治28年10月末から11月のはじめころ、奈良東大寺に近い宿屋で御所柿を所望して出てきた柿をたべていると東大寺の鐘が鳴ったというエピソードを記している[5]。
- 1928年（昭和3年）に御所町の西尾小五郎が著した『御所柿』によると、昭和初期の奈良県下における御所柿栽培状況は、本数約1万、分布は南葛城郡では御所、掖上、秋津、葛城、吐田郷、大正、北葛城郡では磐城、當麻、二上、添上郡では東市、奈良市一円となっている。また同書で西尾は古来由緒ある名産として誇れる御所柿は、維新以降其の産出頓に減退して、当地より移植栽培せし岐阜県の如き却て盛んとなり、今日其産額の点に於て、彼の富有柿の我が御所柿を凌駕するものあるは、轉た寒心に堪へざる次第なりと嘆いている[6]。

## 特徴
小ぶりながらとても甘く食味がよい。
果実は150 gほどのものが多く、扁平でやや方形、果頂部が緩やかに尖っている。原種であるため不安定で、へたが5 - 6弁となり、果形もそれに合わせて五角形や六角形になるものもしばしば見られる。
果肉は糖度が17 - 20度と富有柿より高く、粘り気のある肉質で、褐班はあまり見られない。
熟した時にヘタ隙や先割れが起こりやすく、わずかな環境変化で生理落果しやすいので、栽培が難しい品種と言われる。

## 栽培
着果が不安定で収穫量も少ないため、徐々に経済栽培されなくなっていたが、2006年（平成18年）から地元御所市の柿生産者が中心となって、栽培を復活させ、特産品にする取組を始めた。接ぎ木による生産規模の拡大と着果安定技術の検討を進めてきた結果、2009年（平成21年）から市場出荷を開始し、2012年（平成24年）には約700 kg出荷できるようになった。御所柿の生産を本格的に復活させるために行った奈良県果樹・薬草研究センターの調査では、奈良県内に御所柿の古木が少なくとも50か所ほど残っていて、樹齢300年であってもまだ十分に味の良い実がなることがわかっている。